# Мост Луи-Филиппа
Мост Луи-Филиппа (фр. Pont Louis-Philippe) — каменный арочный мост через реку Сена, расположенный на территории IV округа Парижа. Связывает остров Сен-Луи с правым берегом. Его длина составляет 100 метров, ширина — более 15 метров.
Используется для движения автомобилей, велосипедистов и пешеходов.

## История
Первый камень на месте ранее безымянного подвесного моста заложил 29 июля 1833 года король Луи-Филипп I в честь своего вступления на престол. Движение по переправе было открыто год спустя. Во время революции 1848 года мост сгорел и позже был восстановлен, получив название «Мост Реформ». В 1852 году, уже после смерти Луи-Филиппа, мост переименовали обратно.
Из-за активного развития города существовавшие мостовые переходы к тому времени перестали справляться с большим потоком транспорта. Мост было решено перестроить. Часть моста, соединяющую остров Сен-Луи с правым берегом Сены, переместили вверх по течению реки и построили современный мост Луи-Филиппа. Другую часть моста, которая соединяла острова Ситэ и Сен-Луи, заменили новым мостом Сен-Луи.
Работы по строительству нового моста Луи-Филиппа шли в 1860—1862 годах. Сооружением моста руководили инженеры Эдмон Фелин-Романи и Жюль Саварин по заказу барона Османа.

## Архитектура
Мост состоит из трёх арок. Опоры украшены каменными лавровыми венками вокруг металлических розеток. Переправа практически не подвергалась перестройке, только в 1995 году на мосту были заменены оригинальные каменные перила из-за невозможности отчистить их от грязи.

## Расположение
Недалеко от моста находится станция метро «Мост Мари».
| Расположение моста на Сене       | Расположение моста на Сене | Расположение моста на Сене  |
| -------------------------------- | -------------------------- | --------------------------- |
| Вниз по течению: Аркольский мост |                            | Вверх по течению: Мост Мари |